# 초제후
초제후(楚帝后, 생몰년 미상)는 남북조시대 북제의 황족인 고엄의 아내로 조군(趙郡) 평극(平棘) 출신이다. 성씨는 이씨(李氏)이며 북제 문선제의 황후인 이조아의 동생 경릉왕(竟陵王) 이조흠(李祖欽)의 딸로 북제 후주의 좌아영(左娥英) 이씨(李氏)와 자매라고 한다.
초제후 이씨의 행적은 자세히 전해지지 않으며, 낭사왕 고엄과 결혼하였고 후에 고엄이 후주에게 처형당하고 초공애제(楚恭哀帝)로 추존될 때 생존해 있던 낭사왕비 이씨는 초제후(楚帝后)로 존봉되어 선칙궁(宣則宮)에 거주하였다.
이후 북제가 멸망하자 초제후는 다른 사람과 혼인하였는데 그 이후의 행적은 전해지지 않는다.

## 가족
- 열조부: 평극남(平棘男) 이계(李系)
- 현조부: 고평선왕(高平宣王) 이순(李順)
- 고조부: 복양후(濮陽侯) 이식(李式)
- 증조부: 복양문정백(濮陽文静伯) 이헌(李憲)
- 조부: 문간사공공(文簡司空公) 이희종(李希宗)
- 부왕: 경릉왕(竟陵王) 이조흠(李祖欽)
- 모친: 불명
- 이모: 소신황후(昭信皇后) 이조아
- 부군: 초공애제(楚恭哀帝) 고엄

## 참고
- 楚帝后